# Mitchell Penning
Mitchell Steven Penning (* 17. April 1995 in St. Louis, Missouri) ist ein US-amerikanischer Volleyballspieler.

## Karriere
Penning begann seine Karriere an der Westminster Christian Academy. 2012 wurde er erstmals in die US-Juniorennationalmannschaft berufen. 2014 nahm er mit dem Team an der U21-Weltmeisterschaft teil. Von 2014 bis 2017 studierte er an der Pepperdine University und spielte in der Universitätsmannschaft.  Nach seinem Studium ging der Mittelblocker zum italienischen Erstligisten Biosi Indexa Sora. 2018 wechselte er zum deutschen Bundesligisten TV Rottenburg.